# Petaminx
Il Petaminx è un twisty puzzle dodecaedrico, derivato dal Megaminx.
Il primo modello esistente del puzzle, venduto all'asta per 3550 $, è stato realizzato da Andrew Cormier e Jason Smith.

## Descrizione
Il puzzle è composto da 975 parti indipendenti. Sono stati incollati un totale di 1.212 adesivi a mano su questo puzzle dodecaedrico. La creazione di questo rompicapo ha richiesto 75 ore di lavoro.

## Permutazioni
Il Petaminx può assumere circa {\displaystyle 3,16\cdot 10^{996}} diverse posizioni.